# أتشنغ
أتشنغ (بالصينية: 阿城区) هي مقاطعة في الصين، تقع في هاربن، وهاربن، وهيلونغجيانغ، بلغ عدد سكانها 596,856 نسمة وذلك حسب إحصائيات سنة 2010، تبلغ مساحتها 2,770 كيلومتر مربع، رمزها البريدي هو 150300.

## التقسيمات الإدارية
- Hedong Subdistrict, Harbin [الإنجليزية]‏
- Hongxing, Harbin [الإنجليزية]‏
- Jinlongshan [الإنجليزية]‏
- Yangshu Township [الإنجليزية]‏.